# Клара Петерс
Клара Петерс (на нидерландски: Clara Peeters), родена през 1594 г. в Антверпен, херцогство Брабант , починала през 1657 г. или след това, е фламандска художничка, позната преди всичко със своите натюрморти.

## Живот и творчество
Сведенията за Клара Петерс са много оскъдни. Предполага се, че е родена през 1594 г. в Антверпен, Южна Нидерландия, днес Белгия, и вероятно се е учила при известен майстор. Най-вероятно произхожда от богато семейство, за което свидетелствуват скъпите предмети в натюрмортите ѝ – порцелан, златни бокали, бокали от цветно стъкло с гравирани орнаменти, скъпи сирена и печива.
Възможно е неин учител да е бил Осиас Берт, който също е живеел в Антверпен. Подреждането на предметите в някои от нейните картини, като например натюрморта с риба и котка, създаден след 1620 г., където предметите са разположени далеч един от друг, в помещение с дълбока перспектива напомнят за творбите на Осиас Берт, както и на почерка на Ян Брьогел Стария.
Първоначално Клара Петерс живее в Антверпен, но през 1612 се мести в Амстердам, а през 1617 г. в Хага. През 1639 г. се омъжва в Антверпен за Анри Йосен. Най-ранната, известна ни днес нейна творба е от 1607/8 г., а за последна се смята една маслена картина от 1657 г., която обаче впоследствие е изгубена. Не са известни обстоятелствата около смъртта ѝ.
Клара Петерс е смятана за един от пионерите на натюрморта през 17 век. Приписва ѝ се въвеждането на мотива „сутрешна закуска“ в живописта на Нидерландия.
Тъй като в натюрмортите ѝ присъстват скъпи предмети, като порцеланови вази, скъпи бокали, екзотични миди и блестящи златни монети, може да се предположи, че е рисувала картини за богати колекционери благородници и е била успешна художничка.
Около осемдесет картини, създадени до 1630 г., се приписват на Клара Петерс, като поне тридесет са подписани.
Нейни творби са изложени в музея Прадо в Мадрид, в Рийксмузеум в Амстердам, в Националния музей на жените художнички във Вашингтон.
- Натюрморт с портокали и маслини, около 1611 г.
- Натюрморт със сирене и гевреци, около 1615 г.
- Натюрморт с рак, скариди и омар, 1630 г.